# CV/Gate
CV/Gate (control voltage) är en styrspänning som används mot en synthesizer för att kontrollera bland annat nivåerna på oscillatorfrekvens och brytfrekvens men även saker som konturgenerator, resonans och förstärkning.

## CV
CV är den egentliga styrspänningen som reglerar nivåer. CV finns i sin tur i två dominerande varianter: 
- Volt/Oktav, där varje höjning av styrspänningen med 1 volt höjer tonhöjden med en oktav. Används av bland annat Roland och Moog.

| Ton           | A1    | A2    | A3    | B3    | C4    | D4    | E4    | A4    | A5    |
| ------------- | ----- | ----- | ----- | ----- | ----- | ----- | ----- | ----- | ----- |
| Volt/Oktav, V | 1,000 | 2,000 | 3,000 | 3,167 | 3,250 | 3,417 | 3,583 | 4,000 | 5,000 |

- Hz/Volt, där varje dubblering av spänningen höjer tonhöjden en oktav. Används av bland annat Korg och Yamaha.

| Frekvens, Hz | 55    | 110   | 220   | 247   | 261   | 294   | 330   | 440   | 880    |
| ------------ | ----- | ----- | ----- | ----- | ----- | ----- | ----- | ----- | ------ |
| Hz/Volt, V   | 1,000 | 2,000 | 4,000 | 4,491 | 4,745 | 5,345 | 6,000 | 8,000 | 16,000 |

## Gate
Den andra delen av begreppet styrspänning är gate eller trigg som är signaler för att starta och hålla igång till exempel konturgeneratorer eller sequensers. Även gate finns i två dominerande varianter:
- V-trigger, voltagetrigger eller positiv trigg där gatesignalen består av en positiv spänning på mellan 2 och 10 V. Används av bland annat Roland och Sequential Circuits.
- S-trigger, shorttrigger eller negativ trigg där signalen består av en kortslutning, det vill säga resistansen 0 ohm mellan kontakten och jord. Används bland annat av Moog, Korg och Yamaha.